# Polypogon squalidalis
Polypogon squalidalis là một loài bướm đêm trong họ Noctuidae.